# Montrichardia arborescens
Montrichardia arborescens é uma espécie de planta da família Araceae, que pode ser encontrada da Guatemala à Guiana Francesa e nas Antilhas, estando presente em ambientes aquáticos, como rios. Mede entre um e três metros de altura, possui frutos grandes e suas sementes boiam e são levadas para a costa para germinar.